# Calligrapha spiraeae
Calligrapha spiraeae es una especie de escarabajo del género Calligrapha, familia Chrysomelidae. Fue descrita científicamente por Say en 1826.
Esta especie se encuentra en América del Norte.
Sus plantas huéspedes son del género Physocarpus.